# 萨摩亚护照
萨摩亚护照是签发给萨摩亚公民的国际旅行证件。

## 护照要求
1.护照申请人必须填写护照申请表，并需要提供相关身份文件的正本或经过查验的副本。
2.16岁以下的儿童申请护照时还需要:
a.监护人填写同意表格
b.必须得到父母双方或法定监护人的书面同意
3.提交表格的地点是位于阿皮亚的萨摩亚移民署。
4.提交两张大头贴。

## 签证要求
2015年5月28日，萨摩亚与申根区国家签署互免签证协议。
根据2025年1月8日发布的亨利护照指数，萨摩亚护照可免签证、落地签证或电子签证入境131个国家和地区，位居世界第39，与汤加护照并列。